# Sveriges värsta bilförare
Sveriges värsta bilförare är en svensk version av den brittiska programserien Britain's Worst Driver som går ut på att personer som anses vara dåliga bilförare testas i olika övningar inom bilkörning och slutligen koras en av deltagarna till den sämsta bilföraren i den säsongen. Programmet har därför en omvänd utslagningsordning som innebär att den bilförare som anses ha förbättrat sig mest åker ut först medan de som inte uppvisar tillräckligt bra bilkörning blir kvar till finalprogrammet. Under en säsong utsätts deltagarna för olika övningar som hör till bilkörning såsom fickparkerings- och backningsövningar till att köra i stadstrafik eller i offroad-miljö. Det är även förekommande att bilförarna testas i olika hinderbanor.
I Sverige har serien producerats i olika omgångar åren 2005, 2009–2012, 2014–2016 och 2022. Flest säsonger har producerats och sänts i TV4 men serien har även producerats av Discovery Networks Sweden där sändningarna har skett i Kanal 5. Programserien har även producerats i andra länder till exempel i Kanada, Storbritannien och USA. 
Samtliga säsonger har spelats in i Stockholm med omnejd.

## Handling[7]
En säsong brukar bestå av mellan sex och tio bilförare som tävlar om att inte bli korad till den värsta bilföraren i säsongen. Deltagarna bör därför, om de inte vill få titeln, försöka åka ut så tidigt som möjligt i programserien. Till sin hjälp har varje förare med sig en medförare, eller co-driver som det kallas i programmet, som stödperson under övningarna.
I varje program testas bilförarna i olika övningar som kan äga rum i såväl stadstrafik som på inhägnat övningsområde. En jury på en eller flera personer övervakar och bedömer deltagarnas prestationer och utser sedan (i deras tycke) den bästa och/eller sämsta bilföraren i varje program. I vissa säsonger har den eller de som korats till veckans värsta bilförare fått något straff medan den som koras till programmets bästa kan åka ut även om juryn har möjligheten att låta den bilföraren stanna kvar (om de anser att det finns mer förbättringar att göra). I den första säsongen var dock juryn tvungen att skicka hem minst en deltagare per program, undantaget den första episoden. Även i säsongen som sändes 2022 skickades minst en deltagare hem i varje avsnitt, vilket även inkluderade den första episoden. Det var för övrigt den första säsongen där en deltagare åkte ut redan i det första avsnittet. 
Utröstningarna pågår program för program tills det återstår mellan två och fyra deltagare som då får genomföra finalprogrammet. I det programmet brukar förarna få genomföra olika övningar som ibland är återkommande moment från säsongen, men det har även förekommit andra övningar samt så kallade examensprov med bilkörning i stadsmiljö (kallat uppkörning). Därefter korar juryn Sveriges värsta bilförare i den säsongen som vanligtvis får ett pris i form av en pokal, en tröja eller liknande. Ibland får den värsta bilföraren även ett antal körlektioner som vederbörande måste genomföra för att få tillbaka sitt körkort, även om det i dessa fall är oklart huruvida lektionerna genomförs eller ej efter programmet.

## Säsongsinformation
| Säsong        | Sändningsdatum                | Sveriges värsta bilförare | Programledare  | Jury                                                                 | Tv-kanal | Tittarsiffror (Genomsnitt) |
| ------------- | ----------------------------- | ------------------------- | -------------- | -------------------------------------------------------------------- | -------- | -------------------------- |
| 1 (2005)      | 29 april – 3 juni 2005        | Emelia Nyvall             | Linda Isacsson | Annika Nilsson, Jan Alexandersson, Richard Göransson                 | TV4      | 982 000                    |
| Kändis (2005) | 18 september 2005             | Bingo Rimér               | Linda Isacsson | Annika Nilsson, Jan Alexandersson, Richard Göransson                 | TV4      | 249 000                    |
| 2 (2009)      | 29 januari – 26 mars 2009     | Gökhan "Gurkan" Gasi      | Adam Alsing    | Mia Norberg, Ramona Karlsson,1 Ruben Börjesson                       | TV4      | 559 000                    |
| 3 (2010)      | 4 mars – 22 april 2010        | Johanna Hallin            | Adam Alsing    | Jeanette Jedbäck Hindenburg, Patrik "Budda" Andersson                | TV4      | 555 000                    |
| 4 (2011)      | 27 januari – 31 mars 2011     | Sofie "Fia" Cederholm     | Adam Alsing    | Jeanette Jedbäck Hindenburg, Patrik "Budda" Andersson                | TV4      | 529 000                    |
| 5 (2012)      | 19 januari – 29 mars 2012     | Maria Andreasson          | Hans Fahlén    | Jeanette Jedbäck Hindenburg, Patrik "Budda" Andersson                | TV4      | 446 000                    |
| 6 (2014)      | 20 oktober – 22 december 2014 | Magnus "Bamse" Nilsson    | Adam Alsing    | Jeanette Jedbäck Hindenburg, Johan Sörbom, Patrik "Budda" Ljungkvist | Kanal 5  | 292 000                    |
| Kändis (2015) | 19 oktober – 7 december 2015  | Josefin Crafoord          | Adam Alsing    | Jeanette Jedbäck Hindenburg, Johan Sörbom, Patrik "Budda" Ljungkvist | Kanal 5  | 231 000                    |
| 7 (2016)      | 28 april – 16 juni 2016       | Orhan Bicen               | Adam Alsing    | Jeanette Jedbäck Hindenburg, Johan Sörbom, Patrik "Budda" Ljungkvist | Kanal 5  | 102 000                    |
| 8 (2022)      | 14 april – 2 juni 2022        | Irene Olsson              | Gry Forssell   | Pernilla Theorin                                                     | TV4      | i.u.                       |

1 I den femte säsongen var Ramona Karlsson gästdomare i en övning i det sista avsnittet av den säsongen.

## Specialsäsonger

### Sveriges värsta kändisbilförare
Sveriges värsta kändisbilförare var ett specialavsnitt som sändes på TV4 den 18 september 2005 med Linda Isacsson som programledare. Vinnare blev Bingo Rimér.

#### Deltagare
Namnen i liten text är förarnas respektive medförare.
- Bingo Rimér, 29 år (fotograf), med Tilde Fröling.
- Johannes Brost, 59 år (skådespelare), med Peter Wahlqvist.
- Josephine Bornebusch, 23 år (skådespelerska), med Jonas Wramell.
- Magnus Carlsson, 31 år (artist), med Andreas Lundstedt.

### Sveriges värsta kändisbilförare (2015)
En specialsäsong av Sveriges värsta bilförare spelades in under sommaren 2015 och sänds mellan 19 oktober till 7 december 2015 på Kanal 5, med Adam Alsing som programledare.

### Sveriges värsta
Under hösten 2005 sände TV4 en spinoff av Sveriges värsta bilförare som fick namnet Sveriges värsta med Linda Isacsson som programledare. I programserien delades deltagarna in i olika kategorier som dansare, kock, sångare, hemmafixare, casanova, idrottare, lantis, stadsbo och make, och därefter tävlade en kategori per vecka i fyra avsnitt där slutligen den värsta i sin kategori korades. När alla kategorier hade sänts klart genomfördes en finalvecka där "värstingarna" fick komma tillbaka och ta revansch innan en slutgiltig vinnare korades, det vill säga Sveriges värsta - alla kategorier.